# オオデマリ
オオデマリ (大手毬、学名：Viburnum plicatum var. plicatum f. plicatum) はレンプクソウ科ガマズミ属の植物の一種。別名テマリバナ。庭などによく植えられる。

## 特徴
日本原産のヤブデマリ（V. plicatum var. tomentosum）の園芸品種といわれる。ただし、学名上はこちらが基本種扱いで、原種のヤブデマリは変種扱い。これはViburnum plicatumという種がオオデマリを基準標本として記載されたためである。原種は花序の周辺にだけ装飾花をつけるものだが、品種改良によって花序の花すべてが装飾花となったものである。このような変化は、アジサイと並行的である。
落葉広葉樹の低木で、樹高は2 - 6メートル (m) ほどになる。樹皮は灰褐色で皮目があり、平滑である。若い枝の樹皮は淡褐色で皮目は少なく、星状毛が多い。枝が太くなってくると樹皮の色も変わり、浅い裂け目が入ってくるものがある。花期は4 - 5月頃で、アジサイのような白い装飾花を多数咲かせる。
冬芽は枝に対生し、長楕円形で先が尖り、赤褐色から暗褐色の芽鱗が2枚あり、星状毛を密生する。頂芽は側芽よりも大きい。冬芽のわきにある葉痕は、V字形や倒松形で、維管束痕が3個つく。